# 2008年夏季奧林匹克運動會開幕式
2008年夏季奧林匹克運動會開幕式是北京奧運会的開幕典禮，於北京時間2008年8月8日晚上8時正於北京國家體育場（俗稱「鳥巢」）舉行。

## 筹备

### 創作團隊
2006年初，中國奧林匹克委員會曾对開幕式與閉幕式的導演進行甄選。最終，張藝謀、李安與陳凱歌晉身最後階段的甄選。李安在国际文化得分上壓過张艺谋，而张艺谋在中国文化得分上略胜一筹，综合评分使张艺谋成為本屆奧運的開、閉幕式導演。张继钢、陈维亚两人担任副总导演，學者季羡林，汤一介等多位人士作為文化藝術顧問。而作为艺术顾问之一的美国電影導演斯蒂芬·斯皮尔伯格以非洲蘇丹达尔富尔问题为由，在2008年2月辞去了顾问一职。

### 彩排
开幕式在7月16日進行首次彩排；7月30日、8月2日和8月5日也進行开幕式前的彩排。

## 開幕前程序
開幕前文藝表演（預演）歷時1小時15分鐘。預演在開幕當日17時45分開始，加入了港澳台元素。19時進行觀眾輔導。
嘉賓進場
19時55分，中国人民解放军军乐团演奏《欢迎进行曲》（指挥：于海），主要嘉賓進入体育场。中共中央總書記、中國國家主席胡錦濤偕夫人刘永清与國際奧委會主席羅格共同進場，一同出席的還有中共中央政治局常委吴邦国、温家宝、贾庆林、李长春、习近平、李克强、贺国强、周永康，原中共中央總書記江澤民（偕夫人王冶坪）和原中共中央政治局常委李瑞环、尉健行、李岚清、吴官正、罗干等已退休的党和国家领导人，國際奧委會终身名誉主席薩馬蘭奇，以及在京中共中央政治局委员、國際奧委會委員，参赛国家和地区的政要等。参加本届奥运会开幕式的各国政要数量之多为历届奥运会之最，下列是為各國元首及地區的政要（以國家或地区名英文字母為序）：
- 阿富汗 - 總統哈米德·卡爾扎伊
- 阿尔巴尼亚 - 總理薩利·貝里沙
- 阿尔及利亚 - 總統阿布杜拉齊茲·布特弗利卡
- 安道尔 - 首相阿爾韋特·平塔特
- 安哥拉 - 總統若澤·愛德華多·多斯桑托斯
- 亞美尼亞 - 總統謝爾日·薩爾基相
- - 总理陸克文及夫人
- - 總統伊利哈姆·阿利耶夫
- - 總參謀長Moeen U Ahmed
- 白俄羅斯 - 總統亞歷山大·盧卡申科
- 比利时 - 王儲菲利普
- - 主席團主席哈里斯·西拉伊季奇（Haris Silajdzic）
- 巴西 - 總統盧拉·達·席爾瓦
- - 蘇丹哈吉·哈桑納爾·博爾基亞
- 保加利亚 - 總統格奧爾基·珀爾瓦諾夫
- - 總統皮埃爾·恩庫倫齊扎
- 柬埔寨 - 國王西哈莫尼
- 加拿大 - 外交部長大衛·埃默森（David Emerson）、不列颠哥伦比亚省省长戈登·坎貝爾（Gordon Campbell）
- - 總理优素福·萨利赫·阿巴斯
- 中華臺北 - 前副總統暨前行政院院長連戰及夫人、前總統府秘書長暨前內政部部長吳伯雄及夫人、前台灣省省長宋楚瑜及夫人
- 刚果民主共和国 - 總統約瑟夫·卡比拉
- 庫克群島 - 女王代表弗雷德里克·古德温（Frederick Goodwin）
- - 總統斯捷潘·梅西奇（Stjepan Mesić）
- 賽普勒斯 - 總統季米特里斯·赫里斯托菲亞斯
- 丹麦 - 王儲弗雷德里克及其妃玛丽·伊丽莎白
- - 總理迪萊塔·穆罕默德·迪萊塔
- 斐济 - 總理弗蘭克·姆拜尼馬拉馬
- 芬兰 - 總理馬蒂·萬哈寧
- 法國 - 總統薩爾科齊及其子路易·薩爾科齊、國民議會議長Bernard Accoyer
- 加彭 - 總統哈吉·奧馬爾·邦戈
- 德国 - 前總理格哈特·施羅德
- - 總統約翰·阿吉耶庫姆·庫福爾
- 希腊 - 外交部長多拉·芭戈雅妮、前交通通訊部長利亞皮斯（Michael Liapis）
- 關島 - 總督弗里克斯·卡馬喬（Felix Camacho）
- 几内亚 - 總理艾哈邁德·蒂迪亞內·蘇瓦雷（Ahmed Tidiane Souaré）
- 中國香港 - 特区行政长官曾蔭權、財政司司長曾俊華
- 匈牙利 - 歐洲議會議員（前奧運擊劍金牌得主）施米特·帕爾（Schmitt Pál／Pál Schmitt）
- 冰島 - 總統奧拉維爾·拉格納·格里姆松（Ólafur Ragnar Grímsson）
- 印度 - 国民大会党主席索尼亞·甘地及其子拉胡爾·甘地
- 爱尔兰 - 文化體育及觀光部長馬丁·卡倫（Martin Cullen）
- 以色列 - 總統希蒙·佩雷斯
- 義大利 - 外交部長佛朗哥·弗拉蒂尼（Franco Frattini）
- 日本 - 內閣總理大臣福田康夫及其夫人福田贵代子、东京都知事石原慎太郎
- - 總統努爾蘇丹·納扎爾巴耶夫
- - 副總統Kalonzo Musyoka
- 朝鮮民主主義人民共和國 - 最高人民會議常任委員會委員長金永南
- - 總統李明博
- - 總統庫爾曼別克·巴基耶夫
- - 老挝人民革命党总书记、國家主席朱馬利·賽雅貢
- 拉脫維亞 - 總統瓦爾季斯·扎特萊爾斯
- 盧森堡 - 大公亨利及其妃瑪麗亞·特雷莎
- 马达加斯加 - 總統馬克·拉瓦盧馬納納
- 马来西亚 - 最高元首端姑米占再纳阿比丁及其妃诺查希拉
- - 總統阿馬杜·圖馬尼·杜爾
- 模里西斯 - 總統阿內羅德·賈格納特
- 密克羅尼西亞聯邦 - 總統曼尼·莫里（Manny Mori）
- 摩納哥 - 親王阿爾貝二世及其女伴查倫·威特斯托克（Charlene Wittstock）
- 蒙古国 - 總統那木巴爾·恩赫巴亞爾
- 蒙特內哥羅 - 總統菲利普·武亞諾維奇及夫人
- 莫桑比克 - 總統阿曼多·格布扎
- 緬甸 - 總理登盛
- 荷蘭 - 王儲威廉-亞歷山大及其妃马克西玛·索雷吉耶塔（Máxima Zorreguieta）、首相揚·彼得·巴爾克嫩德
- 新西兰 - 總督阿南德·薩蒂亞南德
- 挪威 - 國王哈拉爾五世及其王后宋雅
- 巴基斯坦 - 總理優素福·拉扎·吉拉尼
- 菲律賓 - 總統阿羅約夫人
- - 王儲謝赫·塔米姆·本·哈馬德·阿勒薩尼
- 羅馬尼亞 - 總統特萊揚·伯塞斯庫
- 俄羅斯 - 總理弗拉基米尔·弗拉基米罗维奇·普京
- 萨摩亚 - 国家元首圖伊阿圖阿·圖普阿·塔馬塞塞·埃菲（Tuiatua Tupua Tamasese Efi）
- 圣马力诺 - 執政官羅薩·扎費拉尼（Rosa Zafferani）、執政官費代里科·佩迪尼·阿馬蒂（Federico Pedini Amati）
- 塞爾維亞 - 總統鮑里斯·塔迪奇、外交部長武克·耶雷米奇（Vuk Jeremić）
- 塞舌尔 - 總統詹姆斯·米歇爾
- 新加坡 - 內閣資政、前總理李光耀
- 斯洛伐克 - 總統伊萬·加什帕羅維奇
- 斯洛維尼亞 - 教育體育部長米蘭·茲韋爾（Milan Zver）
- 南非 - 總統塔博·姆貝基
- 西班牙 - 王儲費利佩及其王妃萊蒂齊亞、外交部長米格尔·安赫尔·莫拉蒂诺斯
- 斯里蘭卡 - 總統馬欣達·拉賈帕克薩及夫人
- 瑞典 - 首相弗雷德里克·賴因費爾特
- 瑞士 - 聯邦主席帕斯卡爾·庫什潘
- - 總統埃莫馬利·拉赫蒙
- 泰國 - 詩琳通公主、总理李沙馬
- 东帝汶 - 總統若澤·拉莫斯·奧爾塔
- - 王儲乌卢卡拉拉·拉法卡·阿塔
- - 總統古爾班古雷·別爾德穆罕默多夫
- 乌克兰 - 總統維克多·安德烈耶維奇·尤先科
- 英国 - 安妮公主
- 美国 - 總統喬治布什及第一夫人勞拉、前總統老布什及前國務卿基辛格
- - 總統伊斯蘭·卡里莫夫
- - 總統卡爾科特·馬塔斯凱萊凱萊（Kalkot Mataskelekele）、總理哈姆·利尼（Ham Lini）
- 越南 - 國家主席阮明哲

## 开幕式流程

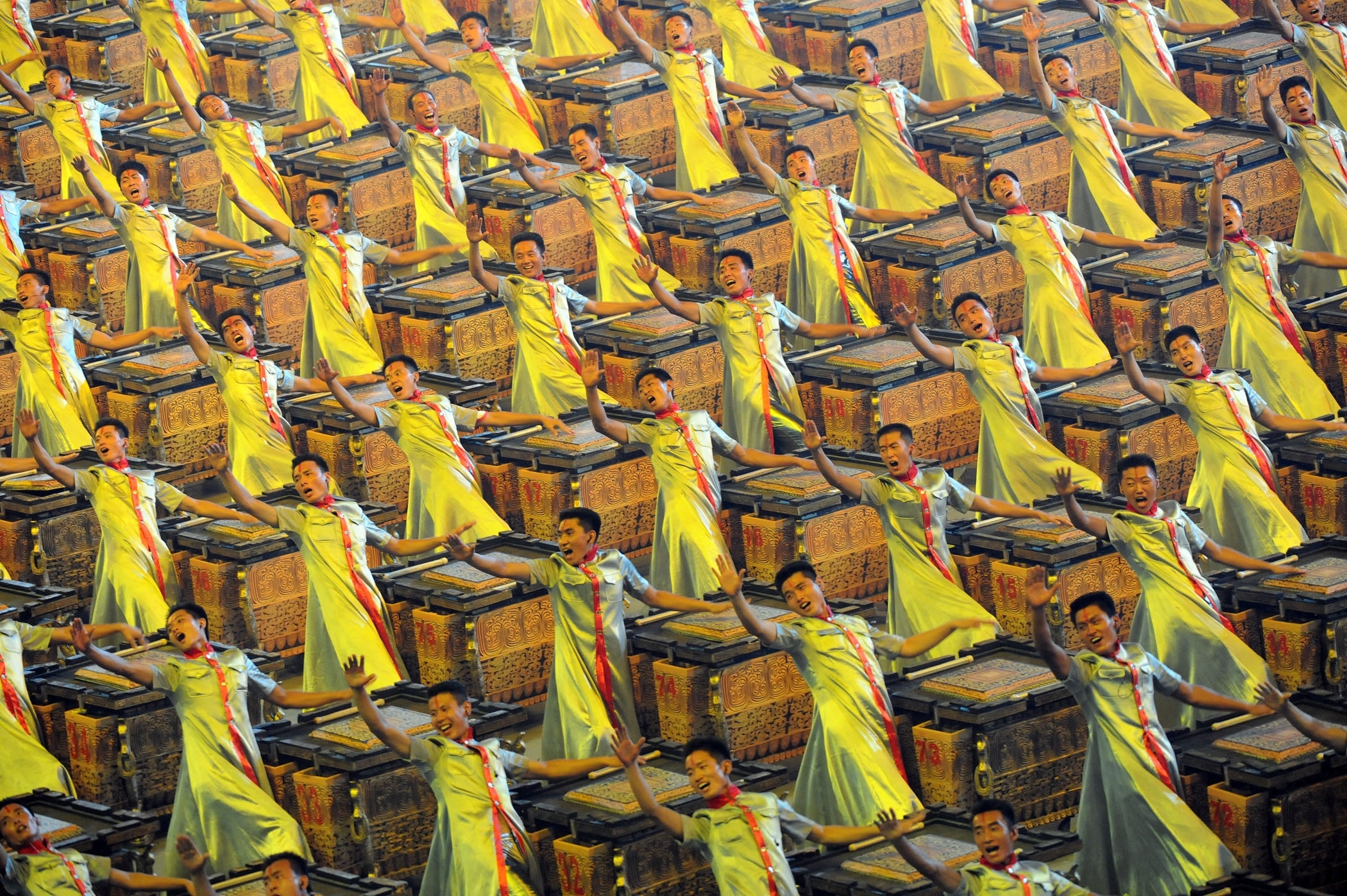
2008名表演者參與擊缶表演

開幕前倒數在當日19時57分開始，鳥巢上方投射出古代計時工具日晷的圖象，煙火效果象徵日晷的光亮點亮2008个缶组成的巨型缶阵。由2008名擊缶手分为两个矩阵，每名鼓手操纵一面會發光的古代樂器缶，缶面可在敲击时发出白光。随着60秒倒计时开始，擊缶手先以10秒为序，使缶矩阵显示出相应的阿拉伯数字。最后10秒，则以秒计，一个矩阵显示汉字数字（四、三、二、一....等），另一矩阵依然显示阿拉伯数字（4、3、2、1....等）。
倒计时结束，擊缶手一邊進行表演，一邊齐喊孔子《論語》名句“有朋自远方来，不亦乐乎”，作為歡迎儀式。

### 進場儀式

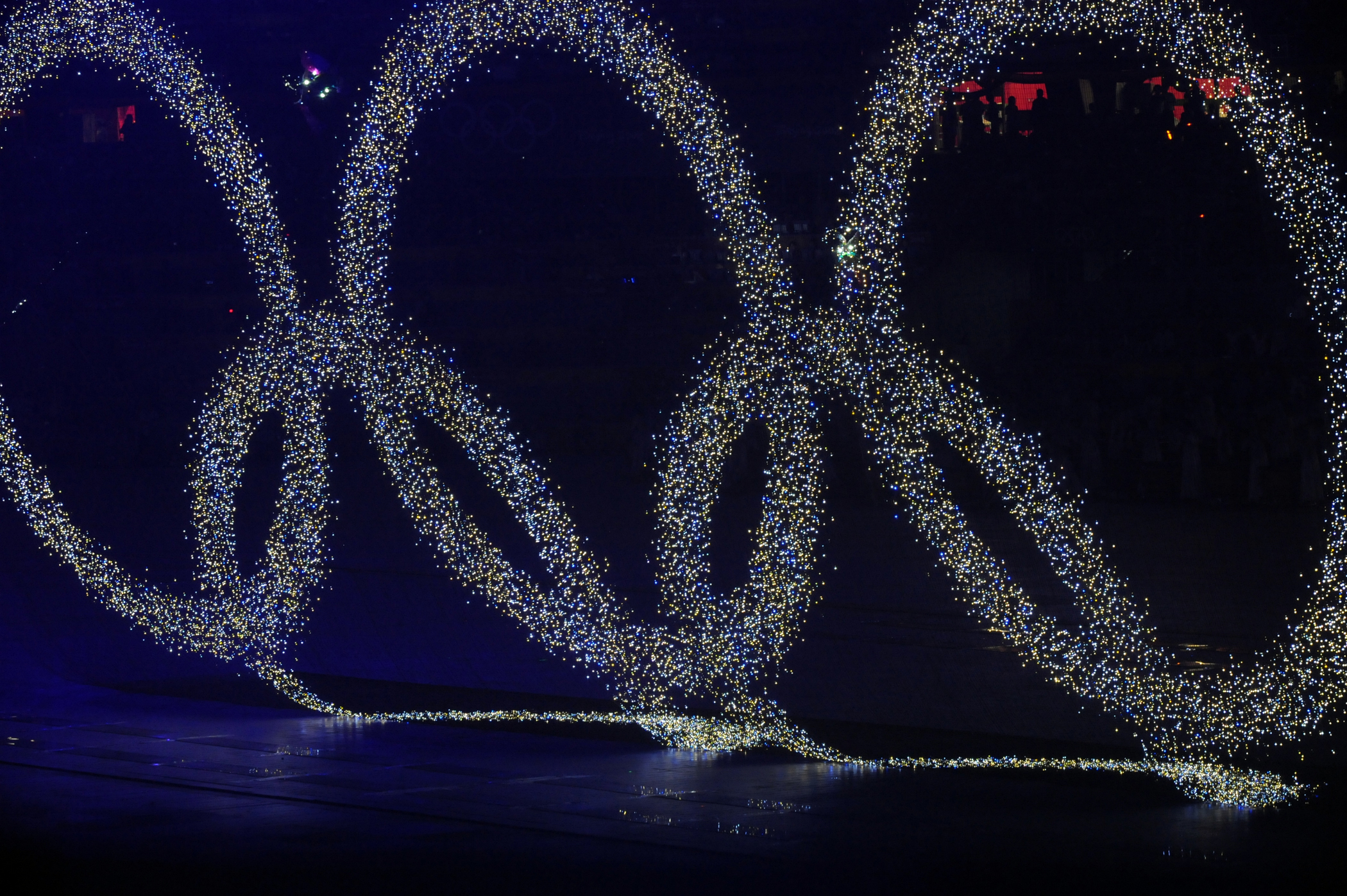
奧運五環在會場緩緩升起

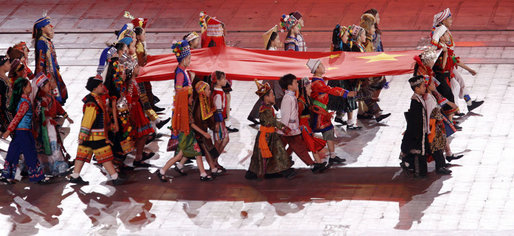
身穿中國56个民族服裝的兒童共同托举中華人民共和國國旗步入会场。

奥林匹克神奇的火光，穿越历史时空，在古老的东方大地上，迸发出巨大的能量，古老和现代、西方和东方紧紧联系在一起。时间的光波推开层层波浪。光阴荏苒，在时光的流转中，标志着一个全世界瞩目的伟大时刻的到来。中国人民以具有浓厚中华文化内涵的方式，热烈地欢迎来自全世界的八方宾朋。
29個巨大煙火腳印沿北京中軸線從永定門一直延伸到國家體育場，並在空中化成飞泻而下的煙火瀑布，在地面汇聚成闪闪发光的奥运五环，由空中轻盈起舞的飛天缓缓提起。

#### 升國旗 奏唱國歌
一名9歲女孩林妙可（实际是杨沛宜的录音，林妙可的表演）以较慢节奏演唱《歌唱祖国》，56个身穿中國各民族传统服饰（实际上大多数是汉族儿童）的少年兒童們共同托举中華人民共和國國旗步入会场，然後交給中國人民解放軍陆海空三军儀仗隊。
随后，全体起立，升中華人民共和國國旗，奏唱中華人民共和国国歌（领合唱：总政歌舞团合唱团、中央电视台银河少年艺术团、中国交响乐团附属少年及女子合唱团），嘹亮的歌声响彻体育场。
當中華人民共和國國旗升起後，大會采用红、黄两色牡丹礼花弹，沿着龙形水系上的22个燃放阵地迅跑，展现了跨度长达3.5公里的巨龙奔腾。

### 文藝表演
文藝表演名為《美麗的奧林匹克》歷時约60分鐘，分為上篇“燦爛文明”和下篇“輝煌時代”兩大部分，並以不同的篇目向全球各地展示中國的文化。
笔、墨、纸、砚，文房四宝，集天地之精华，将中华民族五千年的文明，展现于笔端画卷，凝结成人间瑰宝。

#### 燦爛文明

##### 畫卷
在整场文藝表演中，以書卷為軸心，巨型画轴长147米、宽22米，面积达3000平方米，LED灯达44000多盏。在表演開始時，大會先播出一段中國古代製作書卷的過程。其後，巨型書卷於場館中央打開，陈雷激演奏王鵬仿制的唐代古琴「太古遗音」，几位舞蹈演员在其襯托下，以肢體動作在畫卷中央的紙（尺寸为20米×11米，厚20毫米）上舞蹈，並用特殊的顏料繪畫出祥雲等抽象符號，組成一幅描繪山川、河流及太陽的山水畫。畫卷同時持續展現了中国文化及藝術起源和发展的文化符號，包括岩画、陶器和青铜器，最後展現了宋代著名山水画家王希孟的作品《千里江山图》，整幅千里江山圖也將貫穿整場開幕式。

##### 文字
| 演員吟誦的《論語》名句 |
| --- |

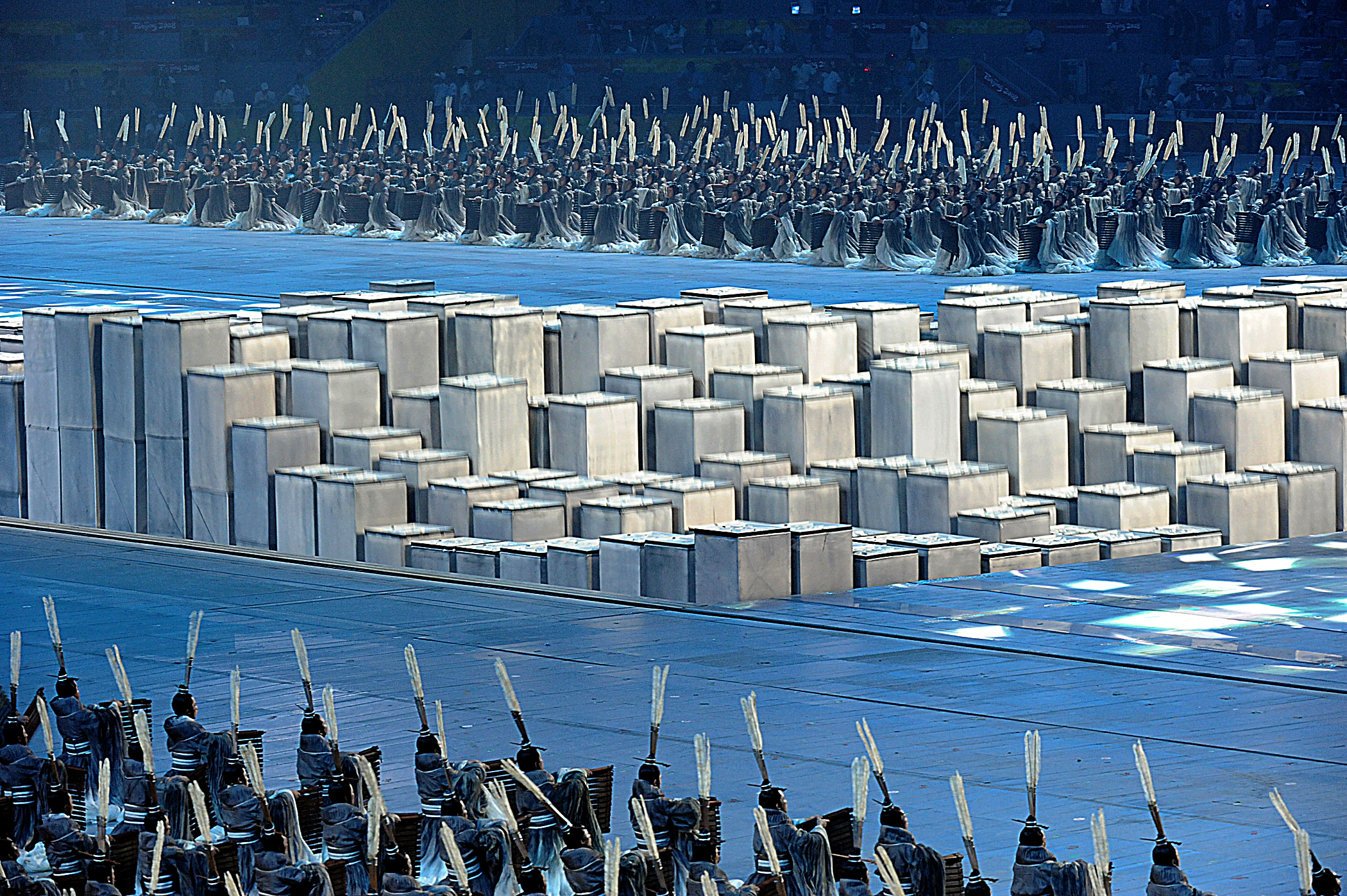

| - 子以四教：文，行，忠，信。 - 三人行必有我師焉，擇其善者而從之，其不善者而改之。 - 四海之內皆兄弟也。 - 朝聞道，夕死可矣。 - 禮之用，和為貴。 - 政者，正也。 - 學而時習之，不亦說乎。 - 知之為知之，不知為不知，是知也。 - 樂而不淫，哀而不傷。 - 學而不思則罔，思而不學則殆。 - 溫故而知新，可以為師矣。 - 學而不厭，誨人不倦。 - 知者不惑，仁者不憂，勇者不懼。 |

三千名手中拿著竹簡的儒生（代表孔子的三千名弟子）進場，朗誦《論語》中「四海之內，皆兄弟也」的一句，表示歡迎全球運動員的到來，並傳遞中國傳統的儒家思想。書卷同時化為書簡，由897塊字模組成活字印刷方形字盤在書簡中央緩緩升起，代表漢字的別稱「方塊字」。文塊多次作波浪、漣漪及金字塔狀的躍動後組成以金文、小篆及楷書的「和」字，表现了中国汉字的演化过程、印刷術，也表达了孔子提倡「以和为贵」的人文理念，與奧運傳遞和平的一致信息。方塊字繼續以线条的形式表现萬里長城，其後漸漸傾瀉而下，出現一片以桃花組成的花海，象徵印刷使得知識傳遞更為流通與儒家文化的薰陶。表演結束後漢字方塊下方的演員露出面貌向觀眾揮手。

##### 戲曲

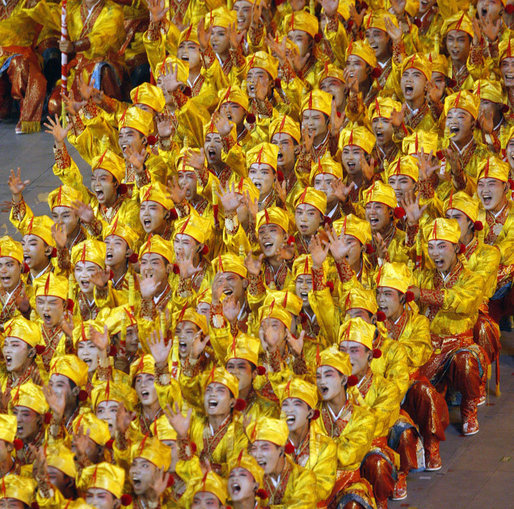
演員在戲曲一幕表現京劇的表情與動作

以武生組成的方陣護送傳統木偶戲劇台出場，演員展現京劇武生的表情與動作，最後以笑聲作結。

##### 絲路

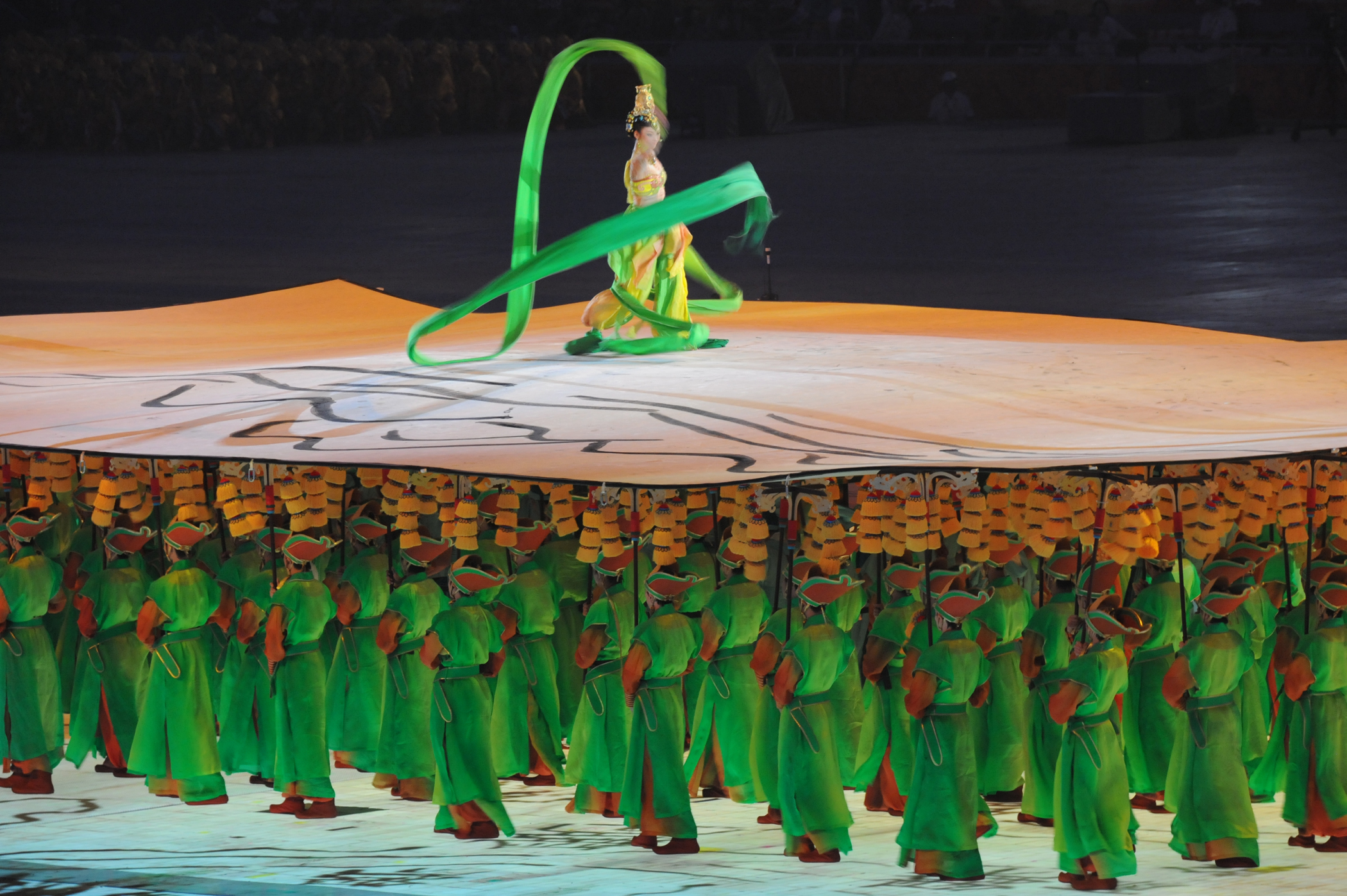
2位以西域傳統衣著打扮的女舞者在紙上起舞

演员们举起《畫卷》一幕的「紙」前行，一名打扮為「敦煌壁畫」中，飛天扮相的女舞者在紙上起舞，紙在光影的照射下化作西域的沙漠，畫卷則顯示出從漢朝開始「陸上絲綢之路」的地圖、沿途重要地標以及文化交流下產生的藝術成就「唐三彩」。此段指出絲綢之路是世界歷史上首次中西的文化交流。其後，演員手持繪有鄭和寶船圖案的木槳，在紙上的世界地圖兩側舞動，講述的是明朝鄭和七下西洋，向馬六甲等地進行另一次盛大的文化交流，畫捲上則出現了在海上絲綢之路中重要的交流遺產「茶葉」及「青花瓷」。同時舞台上一名演員手持中國古代另一重要發明司南為航行指明方向。

##### 禮樂

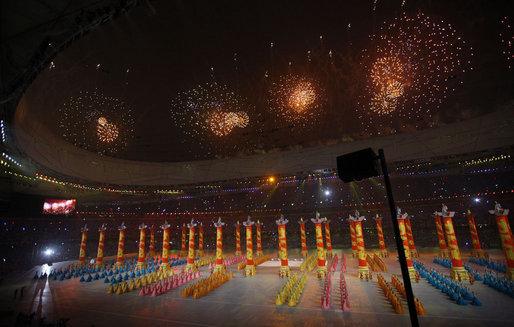
禮樂一幕以煙花作結，開幕式的「傳統部份」亦結束

一對男女演員在古箏的陪奏下，於「紙」上演唱崑曲（世界非物质文化遗产之一）春江花月夜，當中用到了张若虚的詩句。其後另一對男女演員步上進「紙」，象徵士大夫的男演員在「紙」上的線條潤筆，表現中國傳統繪畫的重要風格流派－文人畫，「紙」再次緩緩展開，畫卷隨即表現唐代張萱繪作的《虢國夫人遊春圖》以及周昉的傳世名作《簪花仕女圖》，以唐代貴族仕女扮像的舞伎亦隨即進場，同時場上出現三十二座樂臺環繞整幅畫捲。每一座樂臺上亦有樂伎演奏琵琶。唐代仕女的舞伎跳著新編古典舞，樂伎演奏樂曲，展現中國傳統的美學觀念。
其後畫卷出現多幅歷代著名的長卷畫，包括《清明上河圖》（宋朝張擇端）、《大駕鹵簿圖》（元朝曾巽申）、《明憲宗元宵行樂圖》（明朝）及《乾隆八旬萬壽圖卷》（清朝）。原本的樂臺緩緩升起，形成三十二座擎天的龍柱，具有中國古代建築的意象。樂師在龍柱上演奏樂曲，最後在恢弘的樂聲以及燦爛焰火中「傳統部份」至此結束。　

#### 輝煌時代

##### 星光

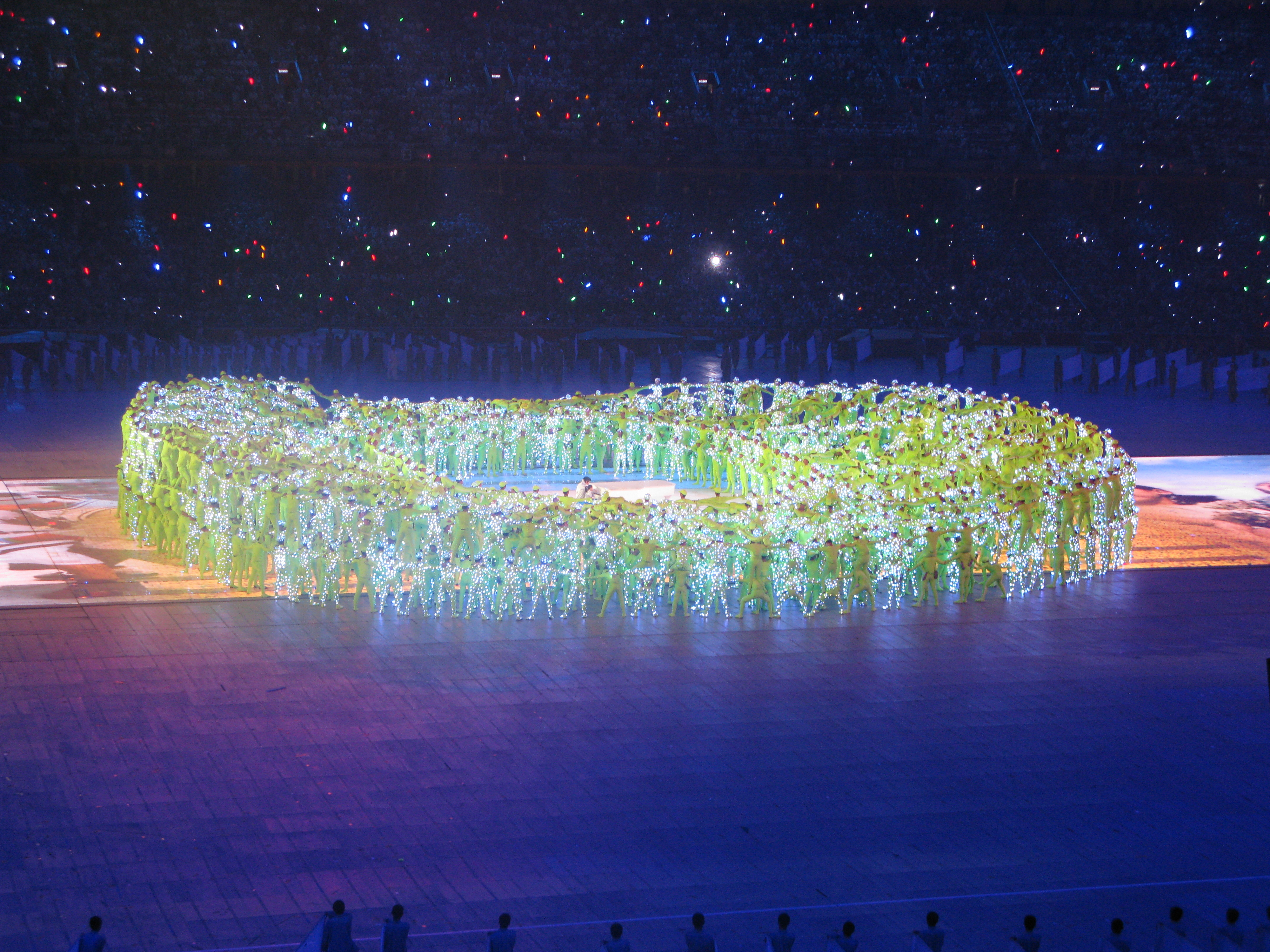
過百位演員組成人造鳥巢

由鋼琴家郎朗與一名5歲小女孩李木子在彈奏鋼琴，象徵21世紀幸福和谐的生活。其後，過百位演員組成和平鴿舞動翅膀，畫卷展現世界各大主要城市的圖片，象徵和平鴿越過五大洲最後飛到北京。畫卷其後展現國家體育場（鳥巢）及國家遊泳中心（水立方）等京奧新地標，演員最後圍成人造的「鳥巢」，9歲小女孩朱巧妍在人造鳥巢空中放風箏，比喻「綠色奧運」的期許。

##### 自然
「紙」再度降落在畫卷，一群小孩在老師的指導下為山水畫填色。同時，2008位演員同時表演太極拳，告訴世人太極「以柔制刚」的精神，以投射背景展現天、地、雷、风、水、火、山、泽八种自然现象，衍生了世间万物的变化。其後，場館頂部出現瀑布及李白《望廬山瀑布》詩句「飞流直下三千尺，疑是银河落九天」字樣，太極演員組成圓陣，與畫卷對應為「天圓地方」的傳統宇宙觀，象徵中國人崇尚自然，追求天人合一的境界。最後，象徵古人文化的山水畫被小孩繪上色彩，畫上的太陽化為笑臉，成為一幅可愛的兒童畫。兒童畫最後升起，場館頂部呈現色彩燦爛的鳳凰向天空飛舞。

##### 主题曲《我和你》
三名扮演太空人的演員懸空進行太空漫步，輕按畫卷中央，一個直径18米，高24米，总重量约16吨的「多環球」隨即升起，多環球以燈光效果呈現為太陽系不同行星，最後化為地球，58名演员沿「多環球」表面的9条轨道行走。劉歡和莎拉·布萊曼出現「多環球」頂部，唱出本屆奧運會大會主题曲《我和你》。2008名北京奥运会志愿者打開繪有向全球兒童徵集來的笑臉白傘，空中打出2008张笑脸造型的煙花。代表中国56个民族的舞蹈演员，跳起欢迎全世界运动员的激情舞蹈，然後来自五大洲，为运动员入场演奏音乐的乐队進場。
其中笑脸照片的大多数（2008张中的1644张）是由日本的Merry Project提供的。

### 運動員進場

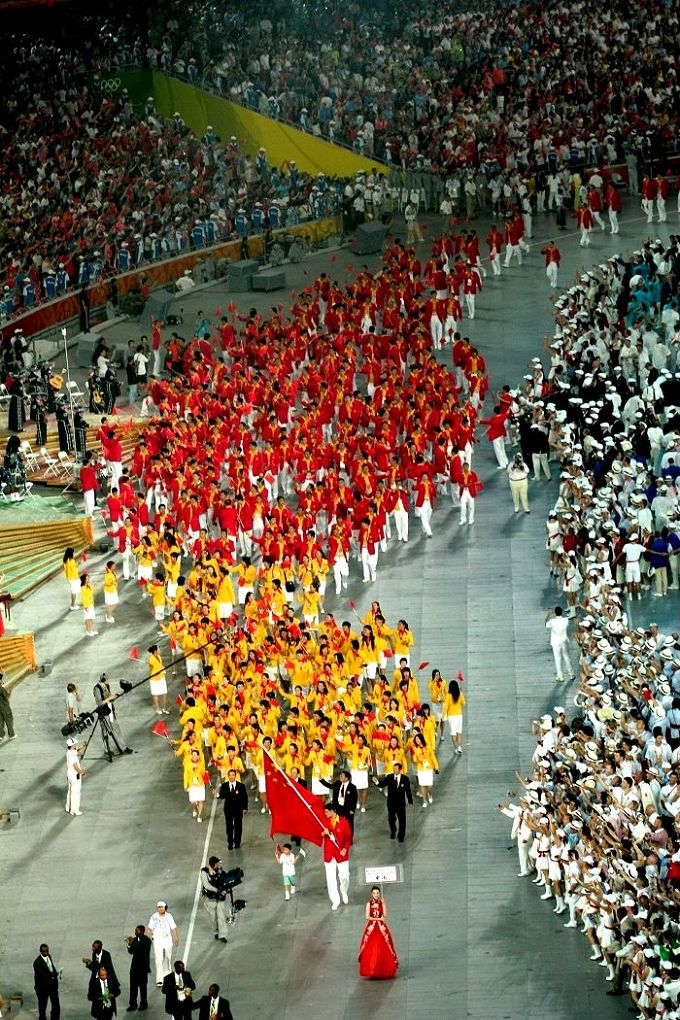
中国奥运代表团入场

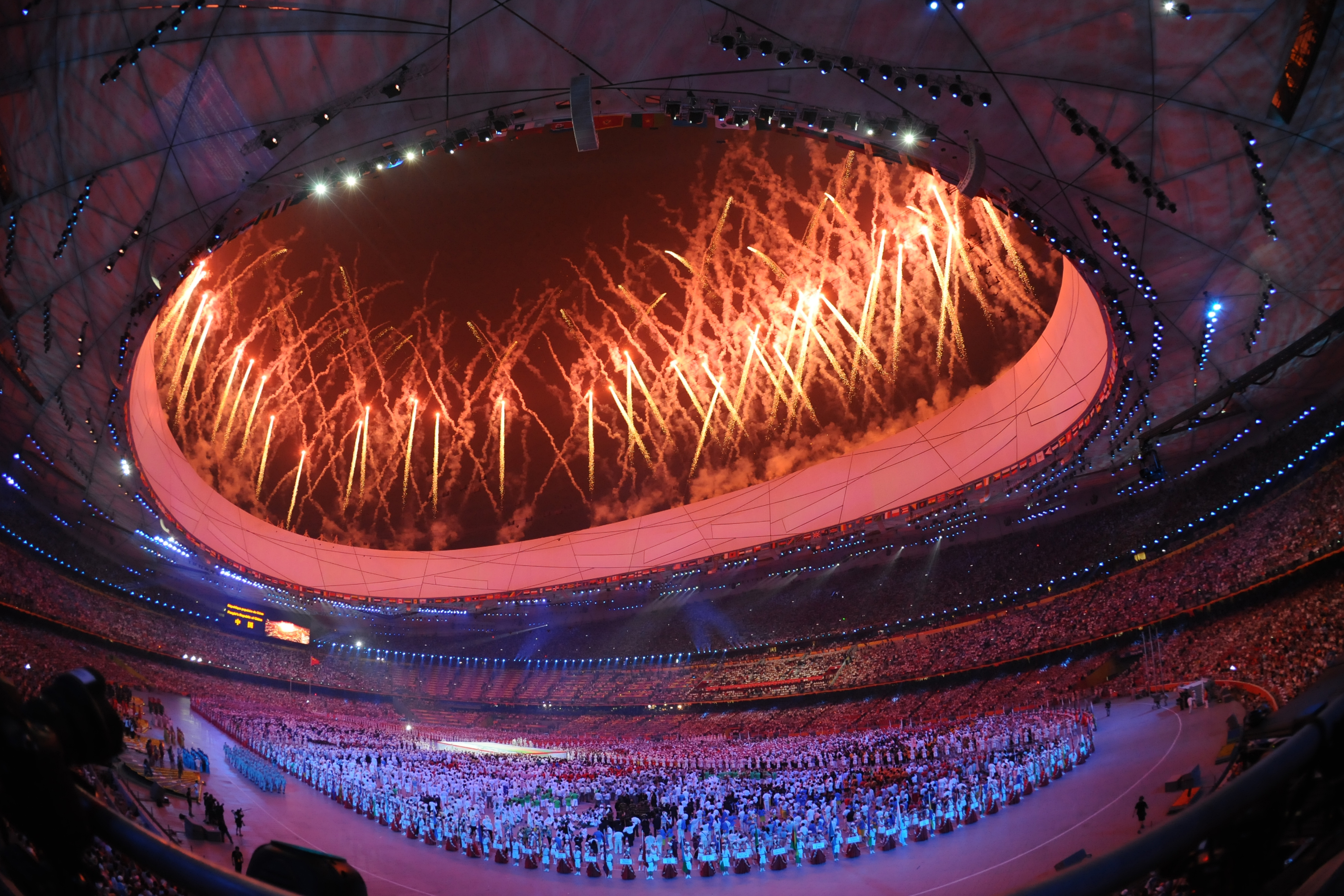
全部運動員進場後的煙花匯演

- 參加本屆奧運會的204個國家和地區的運動員進場的序列安排，除奧運發祥地希臘首隊入場、東道國中國最後一隊入場[24]，其餘隊伍按照國家及地區名稱的簡體中文首字筆順進行（先按筆劃數目，若相同則按五筆筆順“橫豎撇捺折”為序），若首字相同，则按照第二字的筆順為序，以此類推。而最終的出場順序已經在2008年8月7日經國際奧委會總部發布[25]。
- 按此方案，韩国和朝鲜将分别于第177和178位入场（若计入文莱），但因朝鲜方面提出强烈抗议，大會之后將朝鲜调整至第180位入场。
- 引导牌的书写者，是中国著名书法家都本基。
- 在中華臺北（第24位）和中國香港（第26位）代表隊入場時，觀眾掌聲尤其熱烈[26][27]。此前，該兩隊的排名序列曾一度引發媒體和社會爭議。由於在往屆舉行的奧運會上，各個國家（地區）代表隊大多是依照其國家（地區）代碼的英文字母的順序來排列，其中中華臺北队（TPE）以字母“T”排頭，而中國香港队（HKG）則以字母“H”排頭，故兩隊不會被編排在一起。因為在本屆奧運會中，北京奧組委決定以簡化字筆畫序列為準，所以許多媒體猜測兩隊很有可能均會按照“中”字來進行排序，此外更因「中華台北」可能被擅改為「中國台北」，導致許多臺灣人認為此舉有“矮化臺灣”之嫌（請參照台灣問題）──雖然实际上按照筆畫顺序，两队之间还有中非共和国代表团，最后台灣方面接受了这一方案，此外正式場合上也是使用中華台北而非中國台北[28]。不過，按照該年奧運主辦國本國語言來進行入場順序安排已行之有年，本次名字排序爭議基本上和聖火傳遞路線爭議一樣同屬於無解的政治問題[29][30]。
- 晚上11時09分，當中國體育代表團最後一隊入場時，旗手姚明是拉著在汶川大地震發生的時候英勇救出自己同學的小二學生林浩的手一同走在隊伍最前列。
- 由於中國澳門目前尚未獲得國際奧委會成員身份，故澳門代表隊仍舊未能參與本屆奧運會[31]。
- 因為並未在規定時間內完成該國運動員之註冊，所以被國際奧委會取消了本屆奧運會的參賽資格。
- 本屆奧運的運動員出場特色甚多，瑞典的女性運動員的制服以旗袍為藍本，而德國的運動員制服則印有漢字「德國」和「中國，謝謝你」等等。
- 運動員進場同時，於文藝演出“自然”一幕中被著色的兒童畫置於運動場中央，并緊鄰其邊緣設置顏料盤。運動員繞場一周后進入場地內部時會先踏過顏料盤，再踏過兒童畫中象征草地的部份，從而用腳印共同作出一幅盛開七彩鮮花的圖畫。

### 致詞及宣布開幕
- 中共北京市委書記兼北京奧組委主席劉淇、國際奧委會主席羅格分別在開幕式上致詞。有鑑於汶萊奧運代表團被國際奧委會禁止出席本屆奧運會的情況下，以上兩位主席遂分別在致詞時，將演講稿中原有的隊伍數目由205個改為204個。
- 23:36，羅格致辭過後，遂請出中華人民共和國主席胡錦濤。隨即站立起來的胡錦濤向在場全體人士宣告：我宣布，北京第二十九屆奧林匹克運動會開幕！
- 其後，8名中國退役運動員張燮林（乒乓球）、潘多（登山）、鄭鳳榮（田徑）、楊揚（短道速滑）、楊凌（射擊）、穆祥雄（游泳）、熊倪（跳水）和李玲蔚（羽毛球）托舉奧林匹克會旗進入會場，然後交由中國人民解放軍儀仗隊，在奧林匹克会歌的无伴奏童聲合唱（演唱：中国交响乐团附属少年及女子合唱团）的襯托下把旗幟緩緩升起。
- 中國著名乒乓球運動員張怡寧、體操裁判員黃力平分別代表全體參賽運動員和裁判員宣誓。
- 100名少女以舞蹈形式表現放飛和平鴿，帶動全場觀眾及運動員以雙手作鴿子飛翔的動作，背景音樂為譚晶主唱的《天空》。

### 聖火燃點儀式

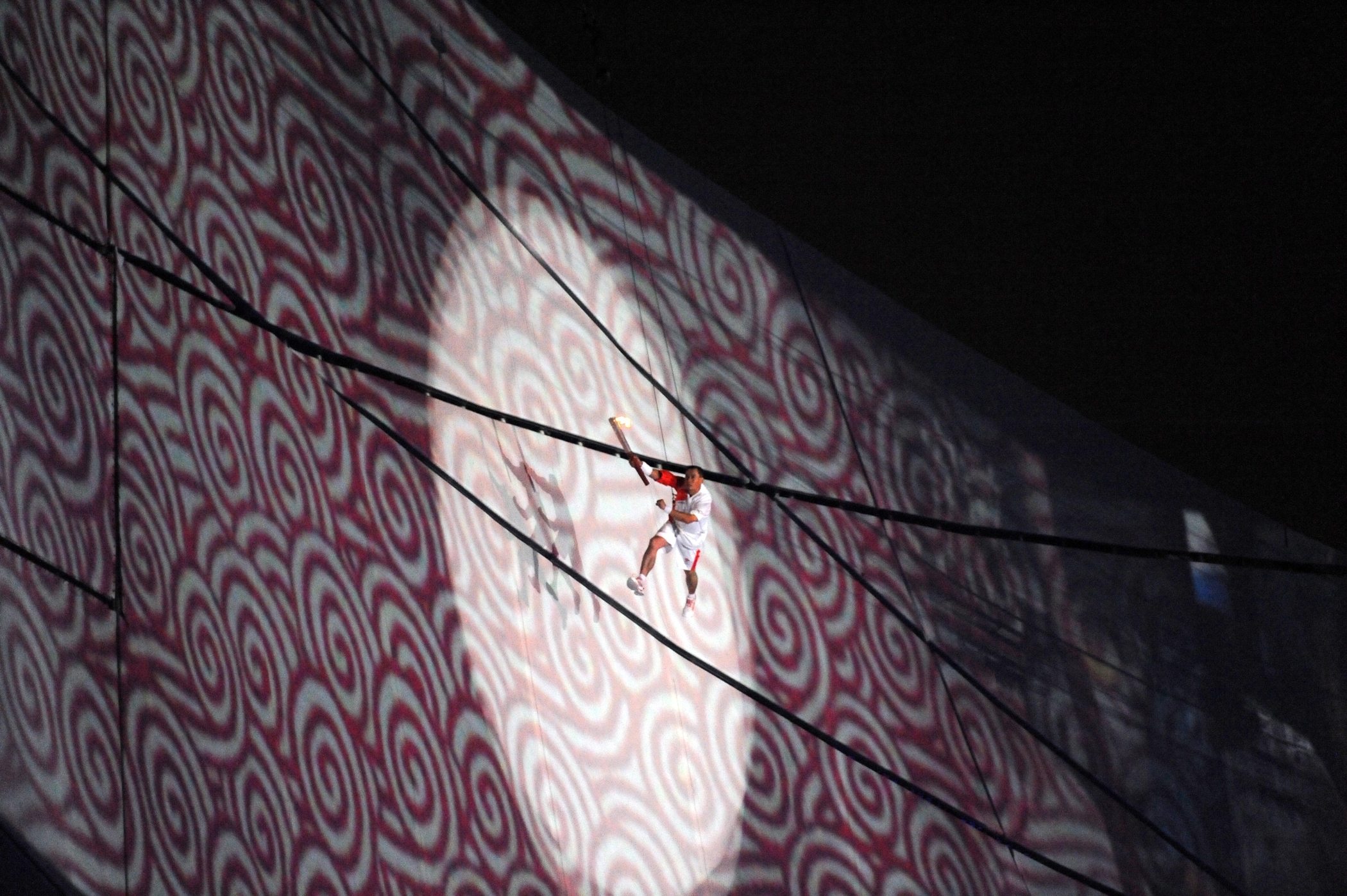
李寧手持火炬在空中環繞會場一周

第二十九屆奧林匹克運動會的點火儀式在23:56分開始，由第一棒火炬手、著名射擊運動員许海峰高举火炬跑步进入运动场，許海峰隨後將火炬分別交予高敏（跳水）、李小雙（體操）、占旭剛（舉重）、張軍（羽毛球）、陳中（跆拳道）、孫晉芳（排球）。9日0時，孫晉芳交棒予最后一棒由火炬手「體操王子」李宁，李宁以鋼絲吊至空中，漫步環繞會場一周後在空中以引火道点燃主火炬，將全場氣氛推向最高潮。國家體育場的聖火燃點後，在青島及香港的場館也燃點聖火。

### 煙花表演
开幕式的煙花表演在国家体育场、奥林匹克中心区、龙形水系、奥林匹克森林公园、城市中心等地同時燃放。这次的煙花表演由特勤解放軍施發。

### 开幕式谢幕表演
两岸三地藝人劉德華、成龍、莫文蔚、容祖兒、謝霆鋒、周華健、孫楠和韓紅等在奧運聖火於國家體育場燃點後，在一輪燦爛煙花下獻唱。首先由莫文蔚、成龍、韓紅和孫楠合唱《站起來》；繼而由劉德華、周華健、謝霆鋒、容祖兒、汪峰和孫悅合唱《為生命喝采》。由於開幕式超時，導致全球大多數電視台均未能直播該項谢幕演出（仅有香港TVB翡翠台与高清翡翠台使用自己位于国家体育场架设的摄像机进行了现场直播，另可在诸如BBC Sport或者NBC的转播中部分听到）。但组织者及部分参与歌手事后称，此举是事前已预定好的，目的是希望能减缓观众散场的速度，以保证各国运动员、官员等先行退场。

## 收视率
北京奥运会开幕式是历届奥运会开幕式收视人群最多的一届之一，在中国有8.4亿观众通过电视媒体观看了开幕式，是中国收视率最高的一次电视转播，在美国电视收视率达18.6%创下纪录，取得了非美国举办奥运会的最高收视人数，其它國家地區轉播的收視率也創造了歷届新高。

## 会场保障

### 会场播报语言
开幕式的播报语言有三种，播报顺序首先是国际奥林匹克委员会的官方语言之一——法语，其次是国际奥委会另一官方语言英语，最后是东道主中国的官方语言汉语普通話。
开幕式结束后的第二天（8月9日），国际奥委会主席罗格对于开幕式上突出法语的地位表示欣慰。

### 人工消雨
为确保开幕式不受降雨天气影响，在北京郊区和河北省进行了大规模人工消减雨作业，令整个开幕式期间，国家体育场都没有出现降雨。由于使用人工消雨，令当晚北京鸟巢附近地方变得很炎热。反而到了第二天，云带就到了市郊范围不停下雨，包括在公路自行车和射箭等项目进行期间下大雨。

### 安息日特别安排
由于开幕式当天8月8日正值星期五，而犹太教安息日的开始时间正是每周五日落时，且按照犹太教规在安息日期间无法乘车出行，为使以色列总统佩雷斯顺利出席开幕式，北京奥组委安排其下榻在国家体育场东侧紧邻的北京凯迪克格兰云天大酒店（原1994年远东及南太平洋残疾人运动会运动员村），从而使佩雷斯可以步行前往开幕式会场而无须违反教规，时年已85岁但坚持要赴北京出席开幕式的佩雷斯因而接受了中国政府的邀请。

## 爭議

### 韩国媒体洩密事件
在7月30日晚上的彩排开始前，一段来自韩国SBS电视台的包括有文艺表演、代表团入场、点火台等内容的开幕式视频在网络流传。這一舉動遭到全球各國輿論的一致譴責，北京奧組委也就事件向SBS提出嚴正交涉，并于8月2日在官方网站发布《开幕式彩排紧急公告》，明确指出“观众观看8月2日、5日奥运会开幕式彩排，请不要携带任何摄影器材入场，请不要使用包括手机在内的摄影、摄像器材拍照、摄像；严禁以任何形式向外界、媒体发布、传播或透露与开幕式演出相关的信息。”

### 开幕式假唱事件
2008年北京奥运会开幕式音乐总监陈其钢在一个专访中透露，开幕式上的《歌唱祖国》并非舞台上的林妙可所唱，那声音来自一位7岁的小女孩杨沛宜。陈其钢同时透漏，杨沛宜小朋友的落选主要是因为考虑到对外形象，是为了国家利益。开幕式后，杨沛宜接受了央视记者的采访。当记者问她有没有觉得遗憾时，她回答说不遗憾，开幕式上有自己的声音已经很满足了。
這並不是首屆發生假唱或代唱的奧運。在2000年悉尼奧運開幕式，重要環節都是幕後播放錄音。其中悉尼交響樂團的「演奏」其實是墨爾本交響樂團在3個月前錄製的。當局更與相關人士簽署保密協議，不得透露實情，此事在8年後（2008年8月24日）才由澳洲報章《The Age》揭發。

### 开幕式脚印焰火并非实拍爭議
北京开幕典礼上，从永定门一路走到鸟巢的「脚印」焰火表演，令全球观众叹为观止，但在家看电视转播的观众可能不知道，他们所看的「脚印」跨过北京夜空的景象，其实是历时近一年制作的电脑画面。这29个特效焰火「脚印」代表奥运会从雅典发源地一步一步走到中国，以每2秒一步的速度，横跨北京上空15公里，拜精确的数位控制点火技术之赐，在开幕典礼上分秒不差的走到鸟巢上空。
脚印焰火确实是当时在北京燃放的，但观赏电视转播和以及鸟巢内大萤幕上的画面却非实况转播。这次京奥开幕式视频效果工作小组成员高晓龙透露，29个脚印中，只有跨入鸟巢的最后一个脚印是实景拍摄。高晓龙解释，当晚如果利用直升机拍摄，基于拍摄时间和角度等问题，他们担心无法让脚印全部入镜，而且还有北京城内空中管制的问题。所以导演组决定用电脑画面取代，电视观众看到的55秒画面，是工作小组耗时一年制作。

## 外部連結
- YouTube上的2008年北京奧運會開幕式完整版
- bilibili上的2008年北京奧運會開幕式